# مقبس 754
مقبس 754 (بالإنجليزية: Socket 754) وهو مقبس لوحات المعالجة المركزية أنتجته شركة إي أم دي ليخلف مقبس إي. وبهاذا المقبس تكون شركة إي أم دي قد تخلت عن نظام ناقل البيانات أف أس بي التابع لشركة إنتل لتعتمد نظامها الخاص بها اسمه هيبر ترانسبورت, فقد قالت شركة إي أم دي أنَ ناقل أف أس بي وليس لديه قابلية للتطوير أكثر مما وصل إليه الآن. وهو أول مقبس تم تسويقه للمستهلك العادي الذي يدعم نظام إي أم دي 64 لوحدات المعالجة الجديدة من شركة إي أم دي.